# Терстяна
Терстяна (пол. Trzciana) — село в Польщі, у гміні Дукля Кросненського повіту Підкарпатського воєводства (Лемківщина). Населення — 221 особа (2011).

## Розташування
Розташоване в південно-східній частині Польщі, в центральній частині Низьких Бескидів, на правому березі потока Яселка (пол. Jasiolka), на автошляху Но. 9 з Барвінку до Коросна.

## Історія
Уперше село згадується у 1504 році.
У 1927 році селяни вирішили масово перейти до православної церкви під час т. зв. Тилявської схізми.
У 1939 році в селі проживало 610 мешканців (560 українців, 40 поляків і 10 євреїв).
Після Другої світової війни Лемківщина, попри сподівання лемків на входження в УРСР, була віддана Польщі, а корінне українське населення примусово-добровільно вивозилося в СРСР. Згодом, у період між 1945 і 1947 роками, в цьому районі тривала боротьба між підрозділами УПА та радянським військами. 4 особи в 1947 році між 25 і 31 травня в результаті операції «Вісла» було депортовано на понімецькі землі Польщі.
У 1975—1998 роках село належало до Кросненського воєводства.

## Демографія
Демографічна структура станом на 31 березня 2011 року:
|          | Загалом | Допрацездатний вік | Працездатний вік | Постпрацездатний вік |
| -------- | ------- | ------------------ | ---------------- | -------------------- |
| Чоловіки | 109     | 24                 | 75               | 10                   |
| Жінки    | 112     | 21                 | 65               | 26                   |
| Разом    | 221     | 45                 | 140              | 36                   |

## Культурні пам'ятки
У селі є греко-католицька церква народження Богородиці з другої половини 17 століття, яку зараз використовує римо-католицька громада під проводом бернардинів з Дуклі. Всередині є іконостас з другої половини 19 століття в стилі необароко. У дзвіниці дзвони з 16 століття. На відстані приблизно 300 метрів по другій стороні дороги є цвинтар з цікавими кам'яними могилами з кінця 19 століття.
У північній частині села є асфальтова дорога на захід до пустельні св. Яна з Дуклі. В цій місцевості знаходиться кам'яна каплиця з цілющим джерелом.

## Мешканці
В селі народився Драль Володимир Федорович (1934—1985) — український радянський архітектор.